# 单叶吴萸
单叶吴萸（学名：Melicope pahangensis），为芸香科蜜茱萸屬下的一个物种。